# 加拿大克里克蘭奇 (密歇根州)
加拿大克里克蘭奇（英語：Canada Creek Ranch）是位於美國密歇根州蒙莫朗西縣蒙莫朗西鎮區的一個普查規定居民點。

## 人口
根據2020年美國人口普查的數據，加拿大克里克蘭奇的面積為6.39平方千米，當中陸地面積為5.78平方千米，而水域面積為0.61平方千米。當地共有人口258人，而人口密度為每平方千米40.38人。